# Kurów (powiat ostrowski)
Kurów – wieś w Polsce położona w województwie wielkopolskim, w powiecie ostrowskim, w gminie Nowe Skalmierzyce, w Kaliskiem, ok. 4 km od Nowych Skalmierzyc, ok. 10 km od Kalisza.
Równolegle do układu wsi, przy zachodniej jej części płynie rzeka Trzemna (dopływ Prosny) oraz struga Ciemna (dopływ Ołoboku). Oba cieki są połączone i na obszarze przy wsi znajduje się rozgraniczenie zlewni cieków płynących w odwrotnych kierunkach.

## Przynależność administracyjna
Miejscowość przynależała administracyjnie przed rokiem 1887 do powiatu odolanowskiego. W latach 1975–1998 do województwa kaliskiego, a w latach 1887–1975 i od 1999 do powiatu ostrowskiego.

## Historia
Kurów (Kurowo) wymieniany w źródłach od roku 1245. 
W 1579 roku wieś posiadał Mikołaj Gniazdowski oraz rodzina Kurowskich.

## Zabytki
- park wiejski[6]
- pozostałości fundamentów rozebranego pałacu[7]